# タナブ倶楽部deどうでしょう
『タナブ倶楽部deどうでしょう』（タナブくらぶでどうでしょう）は、2012年4月2日から同年7月30日までびわ湖放送で放送されたバラエティ番組である。滋賀県草津市に本社を置く不動産会社エールコーポレーションによる一社提供番組。放送時間は毎週月曜 20:55 - 21:00。

## 概要
AKB48チームK（当時）の田名部生来（たなべ みく）初の冠テレビ番組である。「AKB48 田名部生来、故郷・滋賀で頑張るプロジェクト」と銘打ち、近江八幡市出身の田名部が「郷土愛」と「全国に滋賀のPRをする」という使命の下、毎週県内の各所に出向き、滋賀の「いい人、いいもの、いい体験」を見つけ、滋賀を盛り上げるという内容で放送。番組初期にはロケに加え、2012年3月29日に行われた番組発表記者会見の模様を織り交ぜた内容となっていた。
番組のために開発された特大ハイテク機器「タナブロイド」（田名部が命名）で全国のファンと繋がりながら、番組を展開していく。ロケ日時・場所が事前に公開され、ロケ見学やロケ企画の提案などもできる視聴者参加型番組。実際にロケ収録の見学のためにファン数名が集まった場面が放送されたり、「タナブロイド」に届いた視聴者からのメールを番組内で紹介している。2012年6月11日放送回で届いたメールの中から最も印象に残ったメールに田名部が返信をするコーナー「MVM」（Most Variable Mail）が開始されるが、放送はこの1回のみであった。
番組タイトルは、『タモリ倶楽部』と『水曜どうでしょう』のオマージュ。初回放送で田名部は、両番組宛に公認を求める手紙を綴っている。
番組放送開始以前に、田名部は所属事務所Mousaの公式サイト内で個人企画「タナブ倶楽部」を担当していた。
放送画面や番組公式サイトでは、タイトルは「タナブ倶楽部deどうでしょうmini」となっている。番組発表記者会見では、いずれは30分番組への昇格を目指す、とアナウンスされている。
最終回では番組を「一旦終了し、新たな番組に進化させるため充電期間にはいります。」というメッセージが表示され、これまでの総集編が放送された。
2012年8月20日発行の滋賀県のタウン情報誌であるフリーペーパー『Doki Doki Thanks』にて、新シリーズ『タナブ倶楽部deどうでしょうExtra』が不定期の特別番組として、放送時間を拡大して放送予定である事が発表された。

## 放送リスト
| 回 | 放送日       | ロケ地                                   | 放送内容                                                                     |
| -- | ------------ | ---------------------------------------- | ---------------------------------------------------------------------------- |
| 1  | 2012年4月2日 | びわ湖放送                               | 番組発表記者会見・オマージュした2番組に手紙を書く                            |
| 2  | 4月9日       | 琵琶湖畔                                 | 決意表明・タナブロイド登場                                                   |
| 3  | 4月16日      | 近江八幡市立金田小学校（田名部の母校）   | 番組発表記者会見・故郷近江八幡へ里帰り                                       |
| 4  | 4月23日      | びわ湖放送                               | 番組発表記者会見・いよいよ本格始動へ                                         |
| 5  | 4月30日      | 三井寺                                   | 初ロケ企画・第一ファン発見・三井寺力餅を食す                                 |
| 6  | 5月7日       | 三井寺・長等商店街                       | 三井の晩鐘で番組の成功と発展を祈願・ふらり街歩き                             |
| 7  | 5月14日      | げんさん総本店・生鮮館げんさん堅田店     | 田名部コロッケプロジェクト始動                                               |
| 8  | 5月21日      | 生鮮館げんさん堅田店                     | 田名部コロッケ作り                                                           |
| 9  | 5月28日      | 生鮮館げんさん堅田店                     | 田名部生来プロデュース・赤コロッケ完成                                       |
| 10 | 6月4日       | 比良駅～近江舞子駅界隈・近江舞子いちご園 | フリーペーパー「Doki Doki Thanks」の取材                                     |
| 11 | 6月11日      | 近江舞子いちご園                         | いちご狩り・ファンにおすそ分け・新コーナーMVM                                |
| 12 | 6月18日      | 琵琶湖内湖・近江舞子駅界隈               | タナブフィッシング                                                           |
| 13 | 6月25日      | 近江舞子駅界隈・某小学校                 | 野洲のおっさんカイツブリと遭遇・子供たちとのふれあい・アニメ県への提言10カ条 |
| 14 | 7月2日       | 坂本駅・パト電車内                       | 田名部警視の公務に密着                                                       |
| 15 | 7月9日       | パト電車内・滋賀県警察本部               | タナブの電車でトーク!!ファンとの30秒トーク                                   |
| 16 | 7月16日      | 滋賀県警察本部・旧豊郷小学校             | 豊郷小学校inたなみんフェス                                                   |
| 17 | 7月23日      | 文具おおむら・きょうかどう・某民家       | 豊郷町探索・鮒寿司に挑戦                                                     |
| 18 | 7月30日      | 某料理店                                 | 重大発表・総集編                                                             |

## スタッフ
- プロデューサー：大口隆之
- 企画・構成：野田暁
- 製作：元気な事務所